# Alcalde de barrio
El Alcalde de Barrio es una figura de la Administración local de España que puede presentarse en algunos municipios si lo permite la legislación de régimen local de la Comunidad Autónoma en que se hallen.

## Aragón
El artículo 37 de la Ley 7/1999, de Administración Local de Aragón, configura el alcalde de Barrio como un órgano de gestión desconcentrada del Municipio.

## Galicia
El artículo 73 de la Ley 5/1997, de Administración Local de Galicia, establece la figura del Alcalde Barrio para los núcleos de población separados del centro urbano y que no constituyan Entidad Local.

## Región de Murcia
Los Alcaldes de Barrio en la Región de Murcia son los representantes funcionales del Alcalde en cada uno de los pueblos y barrios separadas del casco urbano y que no constituyen entidad local menor o EATIM. 
Su regulación puede encontrarse en la Ley 6/1988, de 25 de agosto, de Régimen Local de la Región de Murcia.
Los alcaldes de barrios son elegidos de entre los vecinos residentes en los mismos por los alcaldes del municipio al que pertenece dicho barrio. El cargo de alcalde de barrio es diferente del de Alcalde pedáneo
Dichos representantes tendrán carácter de autoridad en el cumplimiento de los cometidos municipales que se les asignen. La validez del nombramiento para el cargo está condicionada a la aceptación del mismo por el seleccionado.
La duración del cargo estará sujeta a la del Alcalde que lo nombró, quien podrá renovarlo cuando lo considere oportuno.

### Competencias y funciones
El ámbito de sus competencias será:
a) La mediación con el vecindario para presentar ante el Ayuntamiento al que pertenece el barrio las reivindicaciones de sus conciudadanos, así como dar a conocer a los vecinos la información de actividades que quiera difundir el Ayuntamiento y que afecten a dicho Barrio.
b) Emitir informes referidos únicamente a circunstancias de hecho de las que tenga el representante conocimiento directo y no a través de terceros, informes que serán gratuitos, salvo que en las Ordenanzas Municipales se establezca lo contrario.
c) Como representante personal del Alcalde en el Barrio, cualquier otra actuación o cometido específico o concreto que la Alcaldía-Presidencia o el concejal Delegado competente considere oportuno asignarle, sin que ello implique, en ningún caso, una delegación de atribuciones o competencias.
Todo ello, de conformidad con lo previsto en la vigente legislación de Régimen Local en España.